# Hieracium holmiense
Hieracium holmiense là một loài thực vật có hoa trong họ Cúc. Loài này được (Nägeli & Peter) Dahlst. mô tả khoa học đầu tiên năm 1890.